# Església del Carme de Banyoles
Església del Carme de Banyoles és una església neoclàssica de Banyoles (Pla de l'Estany) inclosa a l'Inventari del Patrimoni Arquitectònic de Catalunya.

## Descripció

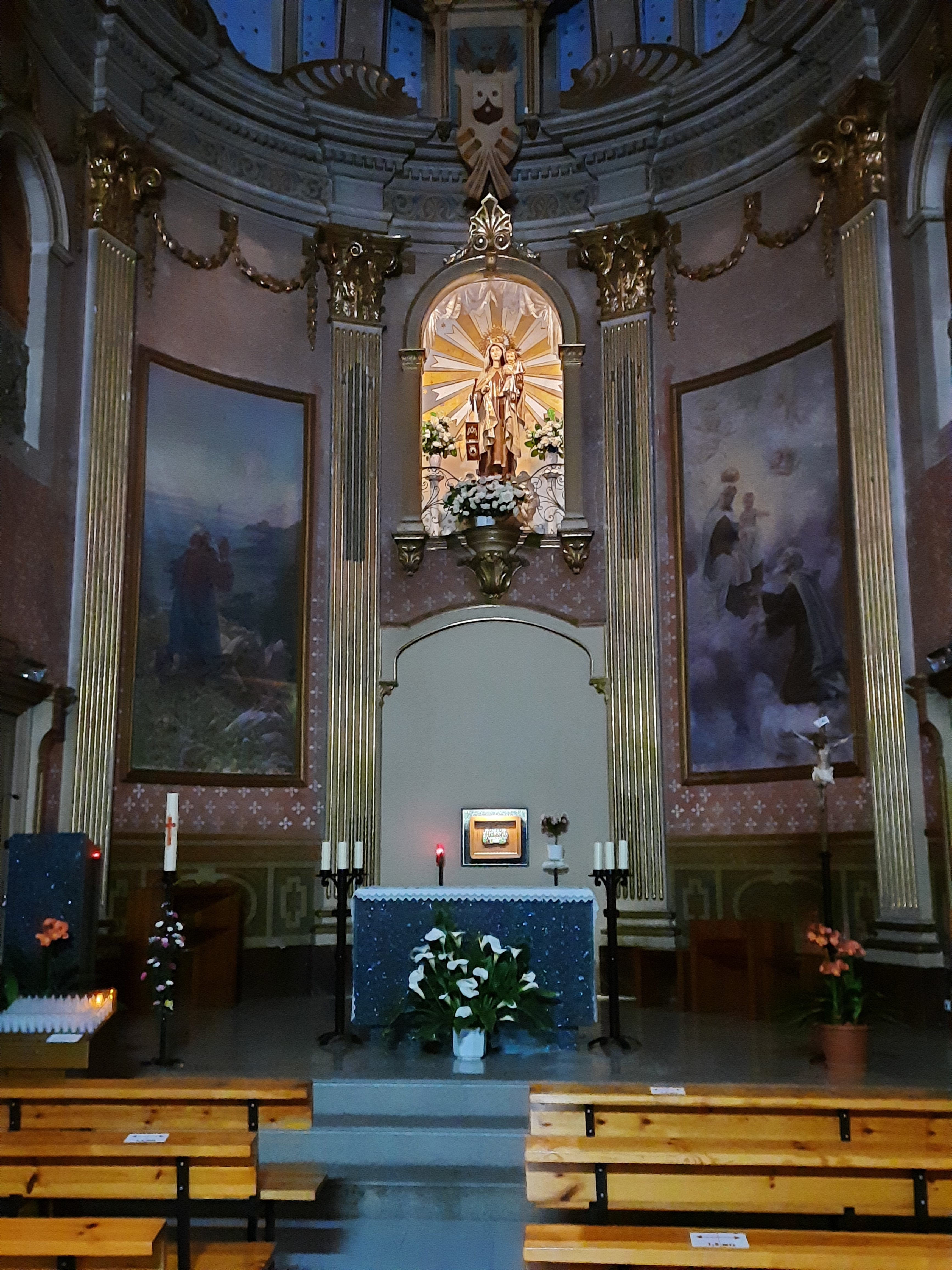

Església de planta rectangular aixecada a la cantonada de dos carrers. L'exterior és poc interessant, amb pedra vista sense arrebossar. Només destaquem el frontó superior de l'entrada de ponent, i el més petit, però trencat, de la porta. La coberta és a dues aigües. A l'interior presenta una sola nau amb capelles laterals. Per marcar la separació entre aquestes darreres s'utilitza pilastres -algunes d'elles daurades de fust estriat i capitells corintis-. En un primer pis, també observable a l'exterior, s'obren un seguit de finestres amb gelosies que permeten a les monges el seguiment de la litúrgia sense ser vistes pel parroquians. La volta és de creueria, amb algunes claus decorades profusament. Si traslladem la nostre atenció a l'absis poden fixar-nos en diverses pintures de motius marians: el centre una àmplia fornícula serveix per acollir la imatge de la Verge i el Nen. En aquesta zona absidial, a més, la volta està pintada de blau -símbol del cel dels justos i dels Sants-. Tot l'edifici és d'una extrema senzillesa compositiva. Potser l'interior presenta elements amb majors pretensions, però aquests als ulls contemporanis no deixen d'ésser "kitsch" i de baixa qualitat.